# Tetralix jaucoensis
Tetralix jaucoensis är en malvaväxtart som beskrevs av Johannes Bisse. Tetralix jaucoensis ingår i släktet Tetralix och familjen malvaväxter. Inga underarter finns listade i Catalogue of Life.